# Olof Hallberg
Olof Hallberg, född 7 november 1898 i Stockholm, död 23 november 1946, var en svensk biografägare, filmproducent och delägare till produktionsbolaget Svensk Ljudfilm. 

## Producent
- 1931 - En kärleksnatt vid Öresund